# Винклер, Бернхард
Бернхард Винклер (нем. Bernhard Winkler; род. 24 июня 1966, Вюрцбург, Бавария) — немецкий футболист, нападающий.

## Карьера

### Игровая
В 1985—1990 годах играл за команды низших немецких лиг, в сезоне 1989/90de с «Швайнфуртом 05» стал победителем и лучшим бомбардиром Баварской лиги.
Летом 1990 года перешёл в «Кайзерслаутерн», в составе которого в сезоне-1990/91 стал чемпионом ФРГ, при этом дебютировал в Бундеслиге лишь 9 марта 1991 года, выйдя на замену в матче против дортмундской «Боруссии» (2:2), и менее чем через 10 минут забил гол. В матче заключительного тура сезона против «Кёльна» (6:2) впервые вышел в стартовом составе, забил в этой игре 2 мяча.
По ходу сезонов 1991/92 и 1992/93 отдавался в аренду в «Ваттеншайд 09» и «Фортуну» из Кёльна (команды Первой и Второй Бундеслиг, соответственно).
Летом 1993 года перешёл в «Мюнхен 1860» к тренеру Вернеру Лоранту, который ранее тренировал «Хайдингсфельд» и «Швайнфурт 05», когда за них играл Винклер. В первом сезоне забил 16 мячей во Второй Бундеслиге, команда заняла 3-е место и вышла в Первую Бундеслигу, где Винклер также оставался одним из ведущих игроков команды. По ходу сезона-1996/97 лидировал в споре бомбардиров, но пропустил из-за травмы последние 7 матчей, и этого не хватило для возможности побороться за звание лучшего снайпера, забил в том сезоне 17 мячей. В каждом из сезонов, до сезона-1999/2000, забивал в чемпионате за «Мюнхен 1860» не менее 10 мячей.
В сезоне-1999/2000 Винклер забил всего три гола в 22 играх. В следующем сыграл в шести матчах первой части и только в одном — во второй. Сыграв в трёх матчах первой половины сезона-2001/02, завершил карьеру в конце 2001 года. В общей сложности на его счету за «Мюнхен 1860» 218 матчей и 94 гола. В высшем немецком дивизионе забил за «Мюнхен 1860» 64 гола, что является вторым результатом среди выступавших за клуб игроков после Рудольфа Брунненмайера, у которого 66 голов.
Всего в Первой Бундеслиге провёл 190 матчей, забил 67 голов, во Второй Бундеслиге — 43 матча, 17 голов, в Кубке Германии — 17 игр, 13 голов, в еврокубках (Кубке чемпионов, квалификации Лиги чемпионов, Кубке УЕФА и Кубке Интертото) — 12 матчей, 3 гола.

### Послеигровая
С августа по октябрь 2005 года тренировал команду пятого дивизиона «Исманинг». В сезоне-2009/10 был помощником Эвальда Линена в «Мюнхене 1860», с июля 2010 по август 2011 года тренировал вторую команду клуба. С мая 2015 года работал главой футбольной школы «Мюнхена 1860». С февраля 2017 по март 2018 года — менеджер в клубе «Мюнхен 1860».

## Достижения
- Чемпион ФРГ: 1990/91
- Обладатель Суперкубка Германии: 1991[10]